# Flugenveloppe

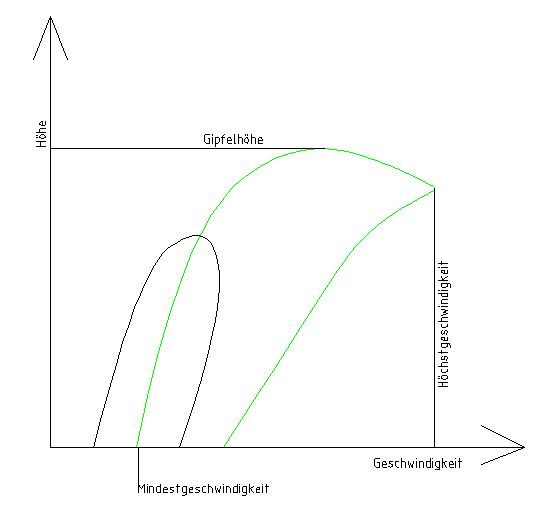
Zwei Flugenveloppen im Höhen-Geschwindigkeitsdiagramm. Grün zeigt ein fiktives Überschallflugzeug, schwarz ein Unterschallflugzeug.

Die Flugenveloppe (engl. flight envelope) oder Flugbereichsgrenze ist die Hüllkurve der möglichen Leistung eines Flugkörpers in einem Höhen-Geschwindigkeitsdiagramm oder Lastvielfachem-Geschwindigkeitsdiagramm. Bisweilen werden diese Diagramme auch in einem Bild kombiniert.
Flugenveloppen kennzeichnen den zulässigen Betriebsbereich eines Flugkörpers. Er wird von einer Matrix sich gegenseitig beeinflussender Parameter bestimmt, die ihrerseits nur bestimmte Werte annehmen dürfen. Alle denkbaren Kombinationen aus Geschwindigkeit, Höhe, Anstellwinkel, Schiebewinkel, Gewicht, Schwerpunkt und Flugzeugkonfiguration (Fahrwerk, Flaps, Slats, Nachbrenner) werden untersucht, um die Grenzen eines Flugzeugs bei Veränderung dieser Variablen zu ermitteln. Die Manövrierbarkeit, strukturelle Belastung und das Verhalten der Triebwerke müssen in akzeptablen Grenzen bleiben. Auch Triebwerke haben Hüllkurven für ihren zulässigen Leistungsbereich.
Aus Flugenveloppen lassen sich direkte Vergleiche der Leistungsfähigkeit zweier Flugzeuge ziehen. Auch erschließt sich daraus, wo sich Coffin Corners des Flugzeugs befinden. Befindet sich das Flugzeug außerhalb der Flugenveloppe, nehmen Flugparameter inakzeptable Werte an, was zur Beschädigung oder sogar zum Absturz des Flugzeugs führen kann.
Das Kriterium für die Festlegung der Flugenveloppe ist einzig die Sicherheit des Flugzeugs, nicht dessen effizienter Betrieb. Sie wird durch umfangreiche Tests von Hard- und Software am Boden (z. B. im Windkanal) und in der Luft bestimmt.

## Quelle
H. Walgemoed, Fokker Aircraft B.V. 1117 ZJ Schiphol-Oost THE NETHERLANDS Introduction to Flight Test Engineering, Chapter 12 – FLIGHT ENVELOPE   RTO-AG-300-V14  ISBN 92-837-1126-2